# サクラ大戦シリーズにおける年表
サクラ大戦シリーズにおける年表（さくらたいせんシリーズにおけるねんぴょう）では、セガのアクションアドベンチャーゲーム『サクラ大戦シリーズ』における架空の（実在を含む）出来事を年表形式に掲載する。この世界の出来事は現実の時間軸に沿って展開する設定になっており、以下の年代表記は西暦である。なお、コラボ作品や参入参加作品等は除外する。

## 年表
※印が付いているものは、実際に起きた出来事（史実）が元となっている。

### 紀元前
紀元前58年
- ユリウス・カエサルがガリア地方へ遠征する。

### 10世紀
- シャトーブリアン家の先祖が誕生する[1]。

### 14世紀
1339年
- 百年戦争勃発。※

### 15世紀
1412年
- 1月6日、ジャンヌ・ダルクがフランス・ドンレミ＝ラ＝ピュセルで誕生。※

1425年
- ジャンヌ・ダルクが「神の声」を聴く。※

1431年
- 5月30日、ジャンヌ・ダルク処刑される。※

### 16世紀
1520年
- 江戸湾沖に風水都市「大和」が建設される[2]。

1521年
- 北条氏綱、陰陽師108人を大和に集め「降魔実験（通称：放神の儀）」を開始する[3]。

1524年
- 降魔実験が失敗、大和が汚染される。
- 北条氏綱、「河川浄化の法」により大和を現在の東京湾に封印、この後に失踪する[4]。

1534年
- 6月23日、織田信長[5]が誕生。※

1536年
- 天海、陸奥国で誕生。※
- 降魔実験の影響で誕生した「降魔」が初めて観測される[2]。これ以降、降魔が江戸にて度々確認されるようになる。

1582年
- 織田信長、本能寺の変によって自害する。※
- 織田信長、第六天魔王として覚醒。五輪の戦士、総力戦の末に「覇王の剣」に信長を封印する。

1590年
- 豊臣秀吉の命により、徳川家康が関東に入府。江戸の物的霊的改修工事が始まる[6]

1600年
- 関ヶ原の戦い勃発。※
- 天海、東軍（徳川方）として参陣、降魔を実戦導入する[2]。

### 17世紀
1603年
- 江戸幕府成立。※

1625年
- 天海、上野に東叡山寛永寺建設。※

1637年
- 12月11日、島原の乱勃発。※
- 真宮寺さくらの祖先を含む「裏御三家」が島原の乱に参戦[7]。
- 乱後、天海は原城に現れ、異国の神(悪魔王サタン)を江戸に連れ帰り封印する[8][9]。

1642年
- 鎖国開始。天海による傀儡政治が始まる[9]。

1640年代
- 小田原藩士神崎万次郎が「神崎風塵流長刀術」を創始[10]

1643年
- 天海暗殺未遂事件発生。この事件をきっかけに天海は行方不明になる[11]。

1657年
- 1月18日、明暦の大火が発生。※
- 火事により江戸の霊的防御が弱まり、降魔が大量発生する[12]。裏御三家、「魔神器」を使用し降魔を封印する。その際、都神嘉平が降魔と戦う剣士と出会う[9]。

### 18世紀
1712年
- 英国で初の実用型蒸気機関である、ニューコメン蒸気機関が発明される。(蒸気文明の到来)

1781年
- ジェームズ・ワットらが、蒸気自動車を開発

1786年
- ジョン・フィッチが世界最初の蒸気船を進水させる。

1793年
- 千葉周作が陸奥国で誕生※

### 19世紀前半
1804年
- 江戸で地下1万メートルに広がる巨大な空間、「大江戸大空洞」が発見される[4]。

1820年
- 千葉周作が北辰一刀流を創始※

1822年
- 千葉周作、仙台の真宮寺家を訪れる。その後江戸に剣術道場「玄武館」を開く[13]

1826年
- 木喰が誕生する[9]。

1830年
- 真宮寺龍馬（さくらの祖父、一馬の父）が誕生[14]（1834年生まれと記載されている場合もある[15]）。

1844年
- 10月29日、神崎忠義（すみれの祖父）が神奈川で誕生[16]。

1849年
- 9月15日、花小路頼恒が神奈川で誕生[17]。

1850年
- 大江戸大空洞を利用し、全長1200メートルの空中戦艦「星龍」の建造を目的とした「星龍計画」が発令[18]。

### 1850年代
1851年
- 真宮寺龍馬が千葉周作の門下生となる[14]。

1853年
- 浅草に植物園「花やしき」が開園[9]。
- 7月8日、黒船が来航

1854年
- 3月31日、再来航したペリーとの間で「日米和親条約が締結される。

1855年
- 8月15日、山口和豊が山梨で誕生[17]。
- 12月10日、千葉周作死去※

1856年
- 5月12日、宮田恭青（後の神崎家執事）が茨城で誕生[19]。

1860年
- 3月24日、桜田門外の変
- 9月22日、タレブー（後のブルーメール家メイド長）がフランスで誕生[20]。

### 1860年代
1861年
- 神崎忠義、横浜から密航しアメリカに渡る。
- 4月1日、米田一基が東京で誕生[21]。
- 4月12日、南北戦争勃発[22]。

1862年
- 6月1日、セブンハインズの戦いで南軍総司令官が負傷し、名将ロバート・E・リーが総司令官となる。※
  - リーはブードゥー教徒の呪殺部隊を投入する[23]。
- 6月25日、7日間の戦いで南軍は首都リッチモンドに迫る北軍を撃退、反撃を開始する。※
- 11月6日、ルネ・レノがフランスで誕生[22]。

1863年
- 南北戦争にて、「ゲティスバーグの奇跡」が起こる[24]。
  - 7月1日、ゲティスバーグにおいて、南軍の呪殺（マクンバ）部隊の攻撃を生き残った唯一の生存者（フワニータ・カッシング）が蒸気トラクターから発見される[25][26]。
  - 7月2日、北軍は呪殺の生存者が発見されたのと同種の蒸気トラクターをかき集め、南軍に対し突撃を敢行。
  - 7月3日、南軍がゲティスバーグから退却。
- ゲティスバーグの奇跡で使用された蒸気トラクターが解析され、妖力を防ぐ特殊鋼「シルスウス鋼」が発見される[25]。

1864年
- 米モトロール社、シルスウス鋼を纏った世界初の人型蒸気「スタア」を開発[2]。

1865年
- 4月、リッチモンド陥落、北軍が勝利し、南北戦争終結[25]。※

1866年
- 神崎忠義、アメリカより帰国[27]。江戸に西洋料理店開店[22]。
- 10月1日、ロランス・ロラン（後の宝石商）が誕生[22]。

1867年
- 神崎忠義、徳川幕府の重臣として2度目の渡米。モトロール社と交渉し法外な値段でスタアを買い付ける[28]。

1868年
- 1月3日、鳥羽ﾞ・伏見の戦いが起こる。戊辰戦争が勃発[28]。
- 2月11日、王行智が誕生[29]。
- 神崎忠義、アメリカよりスタアを輸入、国産人型蒸気の研究開発を開始[注 1]。

1869年
- 1月28日、迫水典通が日本で誕生[31]。
- 5月18日、五稜郭の旧幕府軍が降伏し、戊辰戦争は終結

### 1870年代
1872年
- 浅草花やしきに運動器具が設置され、遊園地としての設備が置かれ始める。※
- 3月、神崎忠義、神崎蒸気商会（後の神崎重工）を開設[注 2]。
- 6月10日、神崎重樹が神奈川で誕生[34]
- 12月3日、太陽暦が施行。同日が明治6年(1873年)1月1日となる。

1873年
- 神崎忠義、スタアをベースに初の国産人型蒸気「富士」を開発するも実用化には至らず、浅草花やしきのアトラクションとして払い下げられる[30]。

1876年
- 3月28日、廃刀令発布※
- 5月、上野恩賜公園（上野公園）開園※

1877年
- 2月14日、鹿児島私学校にて西郷隆盛ら薩摩士族が進発、熊本に向かう(西南戦争勃発）※
- 3月20日、熊本城を包囲攻撃する西郷軍と、それを救援に向かう政府軍とが田原坂で死闘を繰り広げ、政府軍が突破。※
- 9月24日、敗走を重ねた西郷軍が鹿児島城山に籠城。死闘の末西郷は自害し反乱は収束する。※

1879年
- 山岡鉄舟、剣術師団「抜刀隊」設立。米田一基入隊[35]。
- 9月27日、緒方星也が日本で誕生する[36]
- 10月25日、グラン・マが巴里で誕生[21]。

1880年
- 2月26日、京極慶吾が栃木で誕生[37]。
- 4月9日、ジム・エビヤンがフランスで誕生[38]
- 5月5日、深川の千葉助が誕生[39]。
- 6月2日、真宮寺一馬が仙台で誕生[40]。

### 1880年代
1881年
- 1月17日、パーシー・ホワイトがイギリスで誕生[36]。
- 米田一基、陸軍に少尉待遇で入隊。

1882年
- 米田一基、中尉に昇格。
- 3月24日、ジャン・レオがフランスで誕生[38]

1883年
- 神崎忠義、富士に続く国産人型蒸気「天神」を開発するも、性能不足や試験時の事故などの理由から軍への採用を見送られる[41]。
- 3月13日、真宮寺若菜が仙台で誕生[36]
- 11月27日、神崎(冴木)雛子が浅草新富町で誕生[36]

1883年
- 神崎忠義、男爵位を授かり華族になる[41]。
- 7月13日、ジャック・ドニクールがフランスで誕生[42]。

1885年
- 8月23日、カリーノ・ソレッタがイタリアで誕生する[36]

1886年
- 4月26日、ロベール・シャトーブリアンがフランスで誕生する[36]

1888年
- 8月1日、それまで築地にあった海軍兵学寮が、広島の江田島に移転、「海軍兵学校」となる※
- 8月8日、太田斧彦が長野で誕生[43]。
- 10月16日、マルグリット・シャトーブリアンがフランスで誕生する[36]

1889年
- ユーリ・ミハイル・ニコラーエビッチがロシアで誕生
- 3月15日、フランス巴里にエッフェル塔が完成する※

1890年
- 神崎重工で霊子核基幹の開発が始まる[44]
- 11月13日、浅草に「凌雲閣」が完成する※

### 1890年代
1892年
- 鈴野十狼　群馬で誕生する[45]

1893年
- 迫水典通がフランスに留学。学生時代のイザベル(のちのグラン・マ。当時14歳)と出会う[44]
- 10月18日、マイケル・サニーサイドが紐育で誕生[21]。

1894年
- 7月25日、日清戦争勃発。※
  - 米田一基、一個大隊で清国軍数万を相手に拠点防御の戦功を挙げるが負傷する。その闘いぶりを認められ大佐に昇格[46]。
- 12月28日、天笠士郎が生まれる[44]

1895年
- 3月、日清戦争終結。※
- 12月14日、清流院琴音が千葉で誕生[43]。

1896年
- 黒鬼会五行衆の金剛が誕生[44]

1897年
- 6月6日、山崎真之介（後の葵叉丹）が誕生[47]。
- 神崎活動写真株式会社が設立[48]。
- 黒鬼会五行衆の火車が誕生[44]

1899年
- 7月31日、藤枝あやめが東京で誕生[40]。
- 星龍計画の内容が変更、全長8000メートルの空中戦艦「ミカサ」の建造が開始。この変更が大江戸大空洞を中心とした地下の地脈の乱れを招き、後の「降魔戦争」の遠因となる。
- 黒鬼会五行衆の土蜘蛛が誕生[44]

1900年
- 神崎重樹、神崎活動写真株式会社社長に就任。第１回神映新顔ニューフェイスにて冴木雛子が女優デビュー する
- 4月14日、藤井かすみが茨城で誕生[21]。

### 1900年代
1901年
- 6月13日、明智小次郎が埼玉で誕生
- 10月21日、藤枝かえでが東京で誕生[21]。
- 鹿沼草十が誕生[47]
- 「シャノワール（黒猫）」のステージネームで欧州中に名を轟かせていた踊り子イザベル（22歳）がイギリス国王に見初められ、密かに恋文をもらうが断りの返事を出す[44]。

1902年
- ブリューソフ＝ワリー・ドミートリエビッチが日本人女学生橘須磨をロシアに連れ帰り結婚[49]。
- 5月20日、榊原由里が静岡で誕生[21]。
- 11月11日、加山雄一が和歌山で誕生[21]。
- イザベル、青年貴族ライラック伯爵と電撃結婚[44]。

1903年
- 1月3日、大神一郎が栃木で誕生[50]。
- 6月19日、マリア・タチバナがキエフで誕生[51]。
- 9月7日、桐島カンナが沖縄で誕生[52]。
- 11月16日、影山サキ（水狐）が千葉で誕生[53]

1904年
- 2月8日、日露戦争勃発。※
  - 米田一基、陸軍少将として満州軍総司令部所属特殊戦闘部隊長として参戦する[44]。
  - 橘須磨、ロシア政府にスパイ容疑を掛けられ、夫と娘マリアと共にシベリアに流刑となる。

1905年
- 2月21日～3月10日、奉天会戦勃発。京極慶吾が武勲をあげ、この時の指揮ぶりから、後に「戦神」と称されるようになる[54]。
- 5月3日、松本タケシが仙台で誕生[36]
- 7月28日、真宮寺さくらが仙台で誕生[55]。
- 8月1日、第一次日露講和会議が決裂。翌2日よりロシア軍が攻勢をとり長春にて殿を務めていた日本軍第五軍と交戦する(長春大会戦）[44]。第五軍司令山中忠通大将が負傷し参謀長の米田一基少将が指揮を代行して日本軍の撤退を成功させる。この功績により米田は中将に昇進する[46]。
- 10月14日、日露戦争終結。※
- 11月13日、ロベリア・カルリーニがトランシルヴァニアで誕生[56]。

1906年
- 神崎重樹と冴木雛子が結婚
- 2月14日、丘菊之丞が群馬で誕生[43]。
- 3月3日、李紅蘭が北京で誕生[57]。
- 6月1日、メル・レゾンがリヨンで誕生[21]。
- 6月23日、ラチェット・アルタイルがワシントンで誕生[21]。
- 11月24日、プラム・スパニエルがカリフォルニアで誕生[21]。
- 12月6日、サジータ・ワインバーグが紐育で誕生[58]。

1907年
- 1月8日、神崎すみれが神奈川で誕生[59]。
- 7月7日、ソレッタ・織姫がイタリアで誕生[60]。
- 12月25日、高村椿が東京で誕生[21]。

1908年
- 5月22日、北大路花火が日本で誕生[61]。
- 8月20日、大河新次郎が栃木で誕生[62]。

1909年
- 1月12日、ダイアナ・カプリスがマサチューセッツで誕生[63]。
- 2月4日、シー・カプリスがレンヌで誕生[21]。
- 4月18日、グリシーヌ・ブルーメールがフランスで誕生[64]。
- 8月2日、エルザ・フローベールがフランス巴里で誕生
- 8月15日、エリカ・フォンティーヌがフランスで誕生[65]。
- 12月24日、レニ・ミルヒシュトラーセがドイツで誕生[66]。

1910年
- 浅草雷門が火事で焼失。後に50m北の地点にシルスウス鋼で再建される[4]
- 3月20日、野々村つぼみが神奈川で誕生[67]

### 1910年代
1911年
- 北大路花火、一家と共にフランスへ移る[68]。
- 3月24日、明智ミキが埼玉で誕生
- 4月27日、吉野杏里がワシントンで誕生[21]。
- 6月21日、ジェミニ・サンライズがテキサスで誕生[69]。
- 10月10日、辛亥革命勃発[70]。※

1912年（太正元年）
- 1月、袁世凱が軍事クーデターを起こす[71]。※
  - 北京ので大規模な戦闘が勃発、李紅蘭の両親が死亡、二人の姉が行方不明になる。紅蘭自身は霊力によって生き残り、大連の趙家に引き取られる。
- 7月30日、明冶天皇崩御、年号が太正になる。
- ブリューソフ＝ワリー・ドミートリエビッチ、肺炎で流刑先のシュシェンスコ村で死去。
- サイゴンの農園で働く范文仁（ファム・ヴァン・ニャン）、農園主の令嬢スザンヌと子猫（ニャンニャン）をきっかけに知り合う[44]
- 米田一基と真宮寺一馬、魔物による脅威を予見し、帝国陸軍対降魔部隊を結成[3]。

1913年（太正2年）
- 橘須磨、肺炎で流刑先のシュシェンスコ村で死去。残されたマリア・タチバナは革命グループに加わる[72]。
- 山崎真之介特務中尉、帝国陸軍対降魔部隊へ入隊[3]。
- ファム・ヴァン・ニャン、スザンヌの懇願を受けて彼女を自分の故郷へ連れ帰る[44]
- 7月5日、アイリスがシャンパーニュで誕生[73]。
- 12月12日、ベルナデッド・シモンズがフランス、リヨンで誕生

1914年（太正3年）
- 藤枝あやめ特務少尉、帝国陸軍対降魔部隊へ入隊[3]。
- 欧州大戦勃発。※
  - 各国が多種多様な人型蒸気を戦線に投入。技術革新が起こる。
  - 9月、アイリスがシャンパーニュに進撃したドイツ軍を霊力で退ける。この一件が引き金となり、アイリスは居城に隔離される[74]。
- 10月10日、コクリコがベトナムで誕生。しかし母スザンヌは失踪し、フランスの実家へ帰る[44]

1915年（太正4年）
- 桐島琢磨（カンナの父）、果し合いの末に死亡。
- ファム・ヴァン・ニャン、スザンヌの後を追い兵士に応募、コクリコを残して欧州大戦に参加するも、後に行方不明になる[44]。
- 4月4日、日本橋の地下から1匹の降魔が出現。降魔戦争へと発展する。
- 11月27日、竜胆カオルが神奈川で誕生[75]。

1916年（太正5年）
- 6月8日、大葉こまちが大阪で誕生[76]。

1917年（太正6年）
- 4月2日、リカリッタ・アリエスがメキシコで誕生[77]。
- 7月、ドイツの秘密結社「ブルーメンブラット」、「ヴァックストゥーム計画」を開始[78]。
  - レニ・ミルヒシュトラーセ、ヴァックストゥーム計画の被験者となる。
- 10月25日、ロシア革命勃発。※
  - マリア・タチバナ、革命軍として参加。
  - 11月、マリア・タチバナの所属するボルガ第三連隊がモスクワで政府と交戦、隊長ユーリ・ミハイル・ニコラーエビッチが死亡する。マリアは隊長の死を悔い、紐育へ渡る[79]。
- 山崎真之介、霊子甲冑「光武」及び「神武」、その輸送兵器となる「轟雷号」と「翔鯨丸」を設計する[注 3]。

1918年（太正7年）
- 藤枝かえで、ブルーメンブラットからレニ・ミルヒシュトラーセを救出[80]。
- 1月、帝都中の蒸気機械を暴走させ降魔を葬り去る、「帝都放棄」が御前会議で決定される[81]。
- 1月8日、帝国陸軍対降魔部隊が日本橋地下に突入、二剣ニ刀の儀を行うが失敗する。真宮寺一馬が魔神器を使用し降魔の封印に成功するが、山崎真之介が行方不明となる(降魔戦争終結)[82]
  - この際に得られた降魔の標本や情報を基に、陸軍内で極秘裏に降魔兵器開発が進められる
- 3月、仙台で療養していた真宮寺一馬が入淑[83]。
- 3月31日、本郷ひろみが新潟で誕生[84]。
- 4月、ドイツの重機会社「ノイギーア社」でアイゼン・クライト開発が始まる[44]
- 4月、仙台大崎八幡神社の蛇桜で魔物が原因の失踪事件が複数発生。さくらも巻き込まれるが権爺に助けられる[85]。
  - その後家出をしたさくらは過去に飛ばされ、若き日の千葉周作と出会い、共に蛇桜の魔物と戦い破邪の血を受け入れる。
- 5月、ノイギーア社に努めていたジャン・レオが同社を退職して帰国。レジスタンスグループを結成して欧州戦線に参加していた人型蒸気を敵味方問わず500機以上を使用不能にする[44]
- 7月、星組計画が始動。実験部隊「欧州星組」が発足[注 4]、人型蒸気「アイゼンクライトI」が試験運用される[86]。
- 欧州花組が初陣。しかし町一つを壊滅させてしまう。
- 11月、欧州大戦終結。
- 星組計画は中止となり、欧州花組は発足から半年足らずで解散する。藤枝かえでは賢人機関に復帰、隊長のラチェットはアメリカに帰国しブロードウェイのスターに、織姫とレニも欧州で舞台女優として活躍。昴ほか1名の動向は不明[44]

1919年（太正8年）
- 降魔戦争の反省を受け、帝国華撃団構想が始まる。
- 神崎重工、最初の国産霊子甲冑「桜武」を完成させる[87]。
  - 神崎すみれ、桜武の起動実験に成功。霊子甲冑の搭乗者は、霊力を持った若い女性が適任である事が判明する。
- 1月、藤枝あやめが花小路頼恒の護衛任務で紐育に赴き、賢人機関から霊能力者に関する報告書を受け取る。
- 藤枝あやめ、報告書に基づき帝国華撃団の隊員スカウトを開始。紐育でマリア・タチバナと接触するも、拒否される。その後マリアらはギャングの抗争に巻き込まれ、マリアは裏切ったバレンチーノフの右腕を撃ち抜くも自身も負傷し、病院に収容される[88]
- 葵叉丹、反魂の術で天海を復活させる（1922年説もあり）[89]
- 3月3日、大連郊外の趙家に養われていた李紅蘭が馬賊の襲撃から村を守る。その際パーシー・ホワイトを迎えに来ていた藤枝あやめに出会いスカウトされる[90]。
- 4月、李紅蘭が神戸市に来日、人型蒸気について学び始める[91]。
- 4月、大神一郎、江田島の海軍士官学校(この頃は海軍兵学校から改称)に入学
- 6月28日、欧州大戦終結
- 7月、紅蘭、パーシーと共に欧州へ。パーシーは神崎重工の蒸気併用霊子機関「櫻華」と桜武の実験データをもってドイツへ向かい、ノイギーア社にデータを提供。同社はそれを基にアイゼンクライトⅠ型を完成させる。織姫とレニが賢人機関の命でこの開発計画に参加している[44]
- 8月11日、神山誠十郎が山梨で誕生[92]。
- 秋、大帝国劇場、着工[12]。

1920年（太正9年）
- 霊子甲冑の試作機「三色スミレ」が完成[93]。
- 翔鯨丸、轟雷号の製造が開始される[44]。
- 大神一郎、訓練のため乗艦した練習艦「白波」で選抜試験用に搭載されていた試作霊子甲冑「桜武」の起動に成功する[44]。
- コクリコがいた孤児院が閉鎖される。その後ベトナムに来訪していたサーカス団「シルク・ド・ユーロ」の団長ドニクールに才能を見出され入団、世界を旅してまわることになる[44]
- 春、藤枝あやめ、桐島カンナと接触する。カンナは承諾するも香港の恵拳武術大会に向かい、父の仇である林如の弟子、龍宝と戦う[94]
- 4月11日、司馬令士が茨城で誕生[95]。
- 夏、藤枝あやめ、紐育に赴きマリアと再会。マリアを連れて日本に帰国する[35]。
- 10月6日、アナスタシア・パルマがギリシャで誕生[96]。

### 1920年代
1921年（太正10年）
- 黒之巣会結成。
- 李紅蘭、藤枝あやめと共に日本へ渡る[35]。
- 1月、真宮寺さくら、荒鷹継承のために修行を開始する[97]。
- 6月18日、アイリスがシャルグラン率いる「白旗党」の誘拐計画に巻き込まれる。騒動ののち、あやめの説得もあり両親はアイリスの華撃団入隊を承諾する[98]
- 7月9日、ヤン・シャオロンが中国で誕生[99]。
- 9月、藤井かすみ、大帝国劇場に事務員として就職[100]
- 10月、アイリス、あやめと共に来日。神戸で紅蘭と合流し帝都に向かう[101]
- 11月、マリア、カンナ、アイリスが帝都で出会う。浅草で降魔と遭遇し撃退する[93]
- 12月、榊原由里、大帝国劇場に事務員として就職[100]
- 12月8日、エリスがドイツで誕生[102]

1922年（太正11年）
- ライラック伯爵が急逝。イザベル夫人が家督を継承する。
- 1月、帝国華撃団が正式に活動を開始。隊長にマリア・タチバナが任命される[103][104]
- 1月23日、アーサーがイギリスで誕生[105]。
- 3月、真宮寺さくらが霊剣荒鷹を継承する[106]
- 4月8日、銀座4丁目に大帝国劇場が完成[107]
- 4月、浅草花やしき遊園地に帝国華撃団風組が駐屯。支部と地下兵器工場が設置され紅蘭が出向する。また桔梗門に霊的帝都防衛のための霊力増幅中継装置「霊力実験棟」が完成し夢組が駐屯する[44]。
- 4～5月、神崎すみれ、綾乃麿家に対する祖父忠義の仕打ちから女子学習院本科を中退。あやめのスカウトもあり帝国華撃団に入隊する[108]
- 7月1日、帝劇落成記念帝国歌劇団花組初公演「レビュ・ショウ」公演[103]
- 7月21日、ランスロットがイギリスで誕生[109]。
- 9月、神崎重工と帝国華撃団工廠の共同開発による実戦配備型霊子甲冑である虎型霊子甲冑「光武」が完成、帝国華撃団に配備される。同時期に轟雷号、翔鯨丸も完成し風組に配備される[110][111]。
- 9月9日、東雲初穂が東京で誕生[112]。
- 11月4日、ツタンカーメン王墓が発見される※
- 12月31日、葵叉丹、上野寛永寺に侵入し楔を奪う。以後黒之巣会は魔操機兵の製造に着手する[103][110]。

1923年（太正12年）
- 春、シー・カプリス、パティシエを目指して故郷を飛び出す
- 3月、花組3月公演「ジュリオとロミエット」上演[113]
- 3月、真宮寺さくら、米田の協力もあり、北辰一刀流奥義「破邪剣征桜花放神」を会得[114]。帝国華撃団入隊の為上京したさくらは上野公園で魔操機兵と遭遇しこれを倒す[115][116]
- 3月下旬、光武による戦闘訓練が御殿場陸軍練習場で実施。さくら機の暴走により周囲に損害が出る。後日、佃島相生橋に黒之巣会が出現し花組が初出動。この戦闘により相生橋は崩壊しアイリス機が大破し、修復のため一時戦列を離れる[117]
- 3月19日、天宮さくらが東京で誕生[118]。桐島カンナが帝劇を出奔し、父の敵討ちのため香港に向かい林如と相対すが彼を赦す。
- 4月、花組4月公演「椿姫の夕」上演
- 4月4日、大神一郎少尉、帝国華撃団への赴任を命じられ、二代目花組隊長に就任。マリアは副隊長に異動。
- 4月5日、上野公園に黒之巣会が出現。帝国華撃団が出動しこれを撃退する。
- 5月、花組5月公演「愛ゆえに」上演
- 5月12日、紅蘭が花やしき支部より銀座本部に転属
- 5月13日、芝公園に黒之巣会が出現し、帝国華撃団が出動する。
- 6月、花組6月公演「シンデレラ」上演
- 6月9日、桐島カンナが沖縄より帰京し花組に復帰
- 6月中旬、築地に黒之巣会が出現し帝国華撃団が出動、死天王の一人「蒼き刹那」を倒す。
- 6月下旬、シンデレラ千秋楽、その後帝劇中庭で打ち上げが行われる[119]
- 7月、花組7月公演「愛はダイヤ」上演
- 7月、バレンチーノフが来日し帝劇に爆弾を仕掛ける。マリアとさくらが築地でバレンチーノフと相対し、彼の操る人型蒸気「スタア改」と戦いこれを倒す。バレンチーノフは警察に逮捕され、翌月インターポールに引き渡される[119][120]
- 7月5日、アイリスの霊力暴走により、浅草に被害が出る
- 7月6日、浅草に黒之巣会が出現し、帝国華撃団が出動、死天王の一人「白銀の羅刹」を倒す。
- 7月25日、花組特別公演「真夏の夢の夜」上演。当日黒之巣会が出現し花組が出動する事態となったが、公演は中止せず実施される[121]
- 8月、花組8月公演「西遊記」上演
- 8月3日、深川の廃屋で黒之巣会が出現し、帝国華撃団が出動する。
- 8月中旬、黒之巣会が上野公園、芝公園に相次いで出現し、帝国華撃団が出動する
- 8月31日、西遊記千秋楽。夜帝国劇場を黒之巣会が急襲。花組がこれを迎え撃ち四天王「細川ミロク」を倒す
- 9月1日、天海が「六破星降魔陣」を完成させ帝都に甚大な損害を与える。花組は敵拠点である日本橋地下を急襲し天海を倒す[122]。
- 10月、花組10月公演「蛇女火炎地獄」上演
- 10月、フランス、リヨンの名門レゾン家の娘メルが両親の反対を押し切って巴里第4大学経済学部に入学。講義に忍び込んでいたシーと出会う。
- 11月、花組11月公演「つばさ」上演（23日が千秋楽）
- 11月8日、ホワン・ユイが中国で誕生[123]。
- 12月、花組12月公演「第三天国」上演
- 12月、藤枝かえでが任地の欧州より帰国。姉あやめより「神剣白羽鳥」を譲られる

1924年（太正13年）
- 1月1日、明治神宮に降魔が出現。花組が出動するが苦戦し光武も大破してしまう。その後花組隊員は各自の判断で3週間の訓練等を実施
- 1月下旬、新型霊子甲冑「神武」が完成、銀座に降魔が出現した際に出動し、黄昏の三騎士の一人「猪」を倒す。
- 2月、花組2月公演「マイフェアレディ」上演
- 2月1日、クラリッサ・スノーフレイクがルクセンブルクで誕生[124]。
- 3月、花組3月公演「大恐竜島」上演
- 3月、帝劇を葵叉丹一派が襲撃、花組と交戦し黄昏の三騎士の一人「鹿」を倒す。この際藤枝あやめが上級降魔「殺女」に覚醒し、魔神器を奪われてしまう。引き続き襲撃してきた三騎士最後のの一人「蝶」も倒すが、この間に叉丹により東京湾に沈む大和の地及び聖魔城が復活してしまう。
  - その後帝国華撃団は空中戦艦ミカサも投入して聖魔城内に突入し、犠牲を払いながら殺女、叉丹を倒すが悪魔王サタンが覚醒してしまう。だが殺女から具現化した天使長「ミカエル」の助力もあり犠牲になった仲間も復活しサタンを破る事に成功、一連の戦いを終結させる事に成功する。
  - 終結後大和の地は沈み、ミカサは損傷の激しい艦首部分を切り離して帝都地下に収容、修復及び改修作業に入る。残された艦首は「ミカサ放送塔」「ミカサ記念公園」として整備され一般開放される事になる。
- 4月、帝国劇場にて帝都復興記念公演「シンデレラ」が無料上演
- 4月、李紅蘭、あやめ亡き後の花やしき支部長となる
- 4月、帝国華撃団附属演劇養成所「乙女学園」及び「乙女組」設立。1期生として野々村春香、天草オリザ、風祭真夜、北雨玲未が入学する。
- 春頃、巴里市内の教会にある聖母像が次々に血を流す怪奇現象が発生。
- 春頃、花組、新型霊子エンジン視察のため渡米
- 4月～5月、闇の女王率いる「闇の者」が帝都を襲撃。乙女組がこれを破る
- 4月～5月、欧州平和会議が開催。イザベル=ライラック伯爵夫人に巴里華撃団設立の準備が命じられる
- 6月、大神一郎、帝国華撃団花組隊長の任を解かれ海軍に復帰。予備役海軍少尉として南米への演習航海に参加する
- 6月27日、西城いつきが埼玉で誕生[125]。
- 10月、大帝国劇場の修復が完了。新たに帝劇防御壁などの設備も設置される。
- 11月、エリカ・フォンティーヌとグラン・マが出会う（『サクラ大戦 エコール・ド・巴里』）[126]。
- 11月、ジャン・レオ。ノイギーア社に復帰し、ドイツで実戦型霊子甲冑「アイゼンクライトⅢ」が完成する。織姫とレニがテストパイロットとして参加
- ロランス・ロラン、マルセイユ公演のため渡仏していたコクリコと出会う。コクリコは巴里郊外で新たな家庭を築いていたスザンヌを見かけ別れを告げる。

1925年（太正14年）
- 京極慶吾、仙台の真宮寺家霊廟を訪れ、反魂の術で真宮寺一馬を「鬼王」として復活させる
- 1月、李紅蘭が蒸気式映写通信機「キネマトロン」を開発する。
- 3月、鬼王が京極の指示で大和の地を訪れ山崎真之介を反魂の術で復活させる
- 4月、帝都でラジオ放送されている花組出演のドラマ「少年レッド」が好評を博す
- 4月、花組のすみれ、マリア、カンナが一時的に帝劇を離れる[注 5]
- 4月、大神一郎帝国華撃団に再度赴任、花組隊長に就任する。また新たな花組隊員としてソレッタ・織姫が入隊する
  - その後、山崎真之介が魔操機兵と共に帝劇を襲撃するも花組が撃退（公式には銀座ビル爆破事件と公表）。その際葵叉丹がかつての山崎真之介であることが判明する。
- 4月、テアトル・シャノワール開業。シーがグラン・マの秘書兼売り子として雇われる。またシーの紹介でメルがグラン・マと出会い大学を退学してシャノワールに就職する。
- 5月、元欧州星組のレニ・ミルヒシュトラーセが帝国華撃団花組に入隊する。同時期に陸軍の推薦で影山サキが米田司令月事務管理官として帝劇に赴任する。
  - その後鶯谷に「黒鬼会」を名乗る一団(金剛、木喰)が出現し、帝国華撃団と交戦する。更に澁谷でも資材搬入中の黒鬼会と帝国華撃団が交戦する。そのさなか陸軍省前で米田一基が狙撃され重傷を負う
- 5月、帝国華撃団への財界等からの資金援助が突如停止される
- 5月25日、マルガレーテがドイツで誕生[127]。
- 6月11日、北大路花火の婚約者であるフィリップ・ディ・マールブランシュが海難事故で死亡する[128]。
- 6月、桐島カンナが帰京、帝国華撃団に復帰する。
  - カンナ復帰後程なく神崎すみれの婚約の話が伝わり、花組のメンバーが神崎家と巻菱家のお見合いの場に乗り込む騒動が起きる。その場は帝国華撃団副司令として新たに赴任した藤枝かえでが治めるが、同時に神崎邸を黒鬼会土蜘蛛が襲撃、帝国華撃団が迎え撃ちこれを破る。縁談の話は無くなり神崎すみれは帝国華撃団に復帰する。
- 6月、花組夏公演「リア王」が上演
- 7月、大神一郎、さくらと共に一命をとりとめた米田を見舞いに行くが陸軍大臣京極慶吾一同と出会いトラブルになる。その後米田より佩刀「神刀滅却」を託される。
  - その後李紅蘭が帝国華撃団に復帰するが、京極が深川の料亭「むらさめ」に来ると聞きつけ、直談判するためにさくらと紅蘭が潜入する。そこに黒鬼会火車が出現し帝国華撃団も出動して交戦状態となる。この際マリア・タチバナが救援に来て共にこれを撃退する。マリアはそのまま帝国華撃団に復帰する。
  - この際、現場に居合わせた海軍大臣山口和豊の口添えもあり、帝国華撃団への資金提供が再開される事になる。
- 7月、高村椿が帝劇を離れ北海道支部に出向。椿の業務は新任の野々村つぼみ(乙女学園より推薦)が引き継ぐ。また清流院琴音、太田斧彦、丘菊之丞。薔薇組を結成し大帝国劇場地下に拠点を作り出す。
- 8月、米田一基、療養を終えて退院する。
- 8月、花組一同が夏休みを利用して熱海に旅行に出かける[注 6]。同地にて黒鬼会水狐、金剛と遭遇し交戦する。
- 8月、花組特別公演「眠れる森の美女」上演
- 8月、影山サキ、正体を現しレニに接近する。彼女を誘惑し支配下に置くが、アイリスと大神の呼びかけにレニが正気を取り戻し、池袋にて水孤と交戦。これを倒す。
- 8月28日、アイリスが失踪し騒動となる。花組による捜索の際、レニがダンディ号に乗るアイリスを発見し救助、その後大川神社の竜神祭りに参加し、他の花組メンバーも飛び入り参加する。
  - なお、この際ダンディ号と隅田川第七水門が破損し、修理費が東京府庁より帝国歌劇団に請求される。ダンディ号は修復後団耕介に返され、後日元の所有者に返される。
- 8月28日、花組秋公演「青い鳥」初演
- 9月、神崎活動写真株式会社創立30周年記念作品「紅蜥蜴」に花組が出演する事になり撮影に参加する[129]。収録最終日に玉梓つわ子の怨霊騒動がおこる。
- 秋、浅草寺の秋祭りに出向いた織姫が、父である緒方星也が再会する。その後大神の仲立ちで両者は浅草寺で出会うが黒鬼会火車が襲撃、帝国華撃団が出動しこれを倒す。
- 秋、両国の蕎麦屋「振袖庵」で騒動があり、花組がこれに関わる。この際店主の都神みや子から、同店初代の嘉平が目撃した振袖火事の顛末と退魔剣士との出会いの話を聞く
- 秋[130]、緒方星也の描いた「東京の朝」が太正14年度帝国絵画展で金賞を獲る。後日、深川の千葉助の住む長屋での騒動に華撃団隊員が巻き込まれる。緒方は入省で得た賞金を使い長屋の権利を買い戻す。
- 秋頃、真宮寺さくらが米田一基と共に仙台に帰省。親族の結婚式に参列する。その後同地で花組特別公演が急遽開催される。
- 11月、帝国華撃団北海道支部で都市エネルギー導入型辰型霊子甲冑「天武」が完成する。
- 11月、花組公演「紅蜥蜴」上演
- 11月9日、京極慶吾率いる陸軍若手将校中心の「太正維新軍」が決起し、陸海軍各省や議会、大帝国劇場が襲撃を受ける。この際貴族院派遣監察官鹿沼草十が重傷を負う
  - 北海道支部より高村椿が天武を届けた事で花組が反撃、帝劇を襲撃してきた五行衆木喰を倒す。花組は新宿・黒鬼会の拠点赤坂に進出し鬼王を打ち破る。なおこの騒動のなか、大神の一存により魔神器が破壊される。
  - クーデターは海軍も出動して鎮圧し、天笠士郎ら決起した士官は逮捕。京極は自決する。
- 12月24日、花組クリスマス公演「奇跡の鐘」上演
- パリ万博が開催。同時に巴里市内での怪人による被害報告が急増する

1926年（太正15年）
- シルスウス合金が開発。
- 浅草花やしき敷地内に凌雲閣が再建される
- DS社が賢人機関田沼晴義を介して日本政府に無人人型蒸気ヤフキエルの売り込みを行う。
- 1月、新ミカサの建造が完了する。
- 1月、王子に黒鬼会が出現、京極らの生存が確認される。「八鬼門封魔陣」の力で日光上空に超怨霊体「武蔵」が復活。同時に降魔兵器が投入される。
  - 帝国華撃団は空中戦艦新ミカサを出動させ武蔵に向かい、迎撃に現れた土蜘蛛を倒すが天武が使用不能となる。そのため光武改を再竣役させ武蔵内に突入、金剛を倒し鬼王も打ち倒すが、鬼王が反魂の術で蘇った真宮寺一馬であることが判明する。
  - 大神一郎と真宮寺さくらによる「二剣二刀の儀」が行われ降魔が封じられる。その後京極慶吾との決戦となりこれを撃退し、一連の事件が終結する。
- 1月、ジャン・レオが巴里華撃団技術主任になる。またエリカとグリシーヌ・ブルーメールが出会い、美術館での怪人との戦いを経てグリシーヌは巴里華撃団に入隊する。
- 2月、欧州で霊子甲冑「光武F」が完成
- 3月、花組春公演「夢のつづき」上演
- 3月、巴里華撃団が正式結成。またその隊長に大神一郎が選ばれ巴里に向かう事が決まる(表向きは中尉に昇進のうえ巴里への留学)
- 4月、大神一郎が巴里に向かうため帝都を離れる。
- 5月、大神一郎巴里に到着。巴里華撃団隊長になる(表向きは巴里大使館付留学生)
  - 以後、イザベル・ライラック伯爵夫人主催の舞踏会を怪人シゾーが襲撃し、巴里花組が出動したのを皮切りに、怪人による騒動が頻発化する。コンコルド広場でロランス卿が主催した「赤い少女の涙展示会」にも怪人ピトンが現れるが、新たにコクリコが加わった巴里花組が撃退する。
  - また、コンコルド広間での騒動後、巴里で大悪党ロベリア逮捕作戦が実施されている。
- 5月15日、望月あざみが長野で誕生[131]。
- 6月、巴里で貴族を狙った連続誘拐事件が起こる。巴里花組はバスティーユ監獄跡で怪人レオンと戦いこれを破る。
- 6月、巴里で高級美術品連続破壊事件が起こる。グラン・マはロベリアを巴里花組に迎える決断をし、ロベリアは刑期短縮及びボーナスを条件にこれを受ける。
  - その後ルーブル美術館を襲撃する怪人ナーデルと花組が戦い、これを破る。
- 7月、巴里で人の性格が豹変する怪事件が頻発する。新たな隊員候補を探していた大神は、オペラガルニエでの怪人マスク・ド・コルポーとの戦いの中で北大路花火を隊員として迎え入れる。花火はコルポーの幻術を克服し、これを破る。
- 7～8月、シャノワール地下で人造ポーンを使用した模擬実戦が行われる。ポーンが暴走してしまうが大神らの活躍でこれを抑える事に成功する。
- 8月、加山雄一が渡仏、大神と再会する。シャンゼリゼ通りに出現した怪人カルマールと巴里花組が戦うが敗北、光武Fが大破する
  - その後帝都花組のさくら、すみれ、アイリスが巴里を訪れ巴里花組と交流、欧州博覧会ダンスコンテストに参加し同時優勝する。また復活したシゾー、ピトンを光武F2に改装された霊子甲冑で迎え撃ち、さくららも加勢しこれを倒す。
- 9月、帝都花組のマリア、カンナ、紅蘭が巴里を訪れ特訓を行う。またエリカが一時失踪する騒ぎを起こし大神の部屋で一夜を過ごし「おはようダンス」を披露する。巴里花組はシャノワール前広場に出現したコルポー、ナーデルとの戦いで特訓の成果を示しこれを撃退する
- 9月、カルマール公爵が巴里殲滅のため超怨霊体「空中砲台オプスキュール」を呼び出し巴里を攻撃。初弾で巴里中心が大損害を受ける
  - 帝都花組のレニ、織姫が混乱する巴里に到着、怪人の本拠特定に協力しシテ島に拠点がある事をつかむがレオンに捕らえられる。二人は加山によって救助され、巴里花組はノートルダム寺院前でレオンと戦いこれを破る。更にオプスキュール上でカルマールと戦いこれを撃破する。
- 10月、カルマール公爵が復活するがノートルダム寺院前で巴里花組が迎え撃ちこれを破る。直後サリュが出現し花組隊員が怪人と同様パリシイに連なる者だと告げ、隊員にショックを与える。
  - その後オーク巨樹が出現しパリを攻撃[132]、シャノワールも攻撃されるが花巴里華撃団はエクレール・フォルトで脱出する。花組は凱旋門のリボルバーキャノンを使ってオーク巨樹内に突入し、サリュと戦いこれを破る。その後花組隊員が「愛による赦し」をオーク巨樹に嘆願し怨念を解く。
- 10月、帝国歌劇団花組公演「海神別荘」上演
- 10月、アメリカの演劇雑誌記者フィル・トンプソン(実は賢人機関のエージェント)が帝劇を訪れ取材する
- 11月、フィル・トンプソンが巴里の大神の元を訪れる。その後大神に帝都帰還命令が届く
- 11月、ラチェット・アルタイル、クロフォード財団のパーティーで歌声を披露。ダグラス・スチュアート社のブレンド・ファーロングと出会う
  - 式後、ラチェットにフィルが接触し霊的都市防衛構想についての最新報告書を受け取るが、直後にフィルはブレンドの手先(魔術師パトリック)に殺害される。その後ブレンドはラチェットを訪ね、彼女を帝都防衛のリーダーに据える事を約束しフィルの報告書を手に入れる。後日ラチェットは活動拠点を日本に移すことを発表する。
- 12月下旬[133]、巴里の墓地で墓荒らし事件が多発。巴里華撃団が夜間パトロールを開始し、花火の父北大路正道男爵と出会う。成り行きでチャリティショーを開催する事になるが、会場に怪人が乱入し、これを撃退する騒ぎとなる
- 12月24日、帝国歌劇団花組公演「奇跡の鐘」が再演
- 12月25日、シャノワールクリスマス特別公演がコンコルド広場にて開催される
- 12月末、佃島に降魔が出現し花組が出動する。ラチェット・アルタイルが突如参戦し現場が一時混乱するもDS社のヤフキエルが現れ降魔を殲滅する。その後、ラチェットは紐育華撃団設立に伴う研修入隊として、帝国華撃団に配属される（『サクラ大戦 活動写真』）[134]。

1927年（太正16年）
- 1月、英国諜報機関「MI6」による巴里華撃団調査が進められるが、メルとシーの活躍でこれを阻止される。
- 1月、巴里エッフェル塔がトゥールネル伯爵の力で巨大怪人に変貌、怪光線で巴里を破壊しだす。巴里華撃団が出動し、エリカ機が突入。大元のトゥールネル伯爵を浄化し事件を解決する。
- 1月、賢人機関が降魔迎撃をDM社のヤフキエル部隊（陸軍特殊機械第13分隊）と陸軍にゆだねる事を決定、指揮官として織姫が出向する
  - 帝都防衛の任を解かれた帝国華撃団では米田、マリアが相次いで消息を絶つ。更に帝劇も陸軍が駐屯することになり、花組は花やしき支部に移動する。
  - 花組隊員が決起し帝劇を奪取、降魔に襲われるが帝都防護陣を発動させこれを撃退する。直後ヤフキエルに襲われ、更に洗脳された織姫と戦う事態になるもレニの捨て身の行動で織姫の洗脳を解く
  - DM社に軟禁されていた花小路、米田、田沼らを月組が救出、更に海軍も出動し戦艦による砲撃でヤフキエル工場を破壊する。ブレント自身が巨大ヤフキエルとなり花組を襲うが、巴里からかけつけた大神の参戦もありこれを撃退する。また逃亡中のパトリックをマリアが待ち伏せ、紅蘭作の霊力を込めた弾丸を使い射殺する。
  - 騒動後、田沼はDM社疑獄の主犯として逮捕、帝国華撃団は改めて帝都の霊的防衛を任される事になる。
- 1月、帝国歌劇団花組公演「海神別荘」ラチェットを新たに主役に据えて再演。その後紐育華撃団設立が決定し、ラチェットが初代隊長に就任する。
- 2月、改良型虎型霊子甲冑「光武二式」が配備。更に二人乗りの新型霊子甲冑「双武」も完成する
- 3月、帝都で黄金蒸気事件が多発する。浅草花やしき遊園地、大帝国劇場で魔操機兵が出現し花組と交戦、これを破る。この際巴里より巴里華撃団花組が救援に訪れる
  - 黒幕「大久保長安」により空中戦艦ミカサが操られ緊急出動。帝都花組、巴里花組が協力して戦い、長安を鎮める事に成功、ミカサは東京湾に墜落する。
- 3月、帝国歌劇団花組公演「あぁ無情」上演、その後帝都・巴里合同レビュショウが行われる。
  - 公演後、米田が帝国華撃団総司令/帝国歌劇団総支配人を辞し、大神一郎に後を託す
- 4月、神崎すみれ、自身の霊力低下もあり帝国歌劇団引退を表明、「神崎すみれ引退公演」および銀座パレードが行われる。引退後は神崎重工取締役に就任。
- 4月、藤井かすみら風組隊員が新支部に出向となり帝劇を離れる。また薔薇組も解散を宣言する。
- 6月、ジェミニ・サンライズ、故郷テキサスから紐育へ旅立が正反対のサンフランシスコについてしまう。[135]。そこで復活したパトリックと黙示録の三騎士に襲われる少女フワニータ・カッシングを助けたジェミニは、彼女が紐育への道を知っていたので共に旅をする事になる。
  - 道中、第7騎兵隊の生き残りと称するブレッド・パしレウスも加わり、ラスベガスで黒騎士レオニダス・ヴァンドーンに襲われろもこれを撃退する
- 6月、明智ミキが渡仏、シャノワールの見習いダンサーになる。
- 7月、ジェミニ、知り合いのテキサス騎兵隊隊長チェンバー・ウェストウッドと出会い、彼の村で赤騎士シンクレア・ガードナーと戦い、これを撃退する
- 8月、テキサス郊外で北部騎兵隊連合VSパトリック一味の戦いが起こりジェミニも加勢するが北部騎兵隊連合の敗北に終わる
  - 仲間とはぐれたジェミニは補給所に向かう。途中白騎士チェサナ・サイクルズと戦うがチェンバーらが駆け付けこれを撃退する。
- 9月3日、明智ミキと親友のエルザ・フローベールがグラン・マに1か月後前座に出るよういわれる。ミキはグラン・マの好意で兄小次郎を招待する。
- 9月、ジェミニ一行がゲティスバーグに着く。パトリックとの戦いで窮地に陥ったジェミニを救うため、フワニータはパトリックと同行する事を承知する
- 10月1日～5日、明智小次郎、巴里に向かう車中で殺人事件に巻き込まれ抑留される。迫水駐在武官により解放され殺人事件の調査を依頼されるが、これをきっかけに妹ミキのルームメイト、エルザ・フローベール失踪事件、そして核反応機関ソレイユに関する陰謀に巻き込まれる。
- 10月、ワシントンDCから封印の地エデンがフワニータを得たパトリックにより浮上する。仲間の助けもあり黙示録の三騎士たちを倒したジェミニはパトリックを追い詰めこれを滅ぼし、エデンも消滅する。
  - 一連の騒動後、ジェミニは紐育に向かい、フワニータとブレッドは元の身体に戻るための旅を続けることにする。

1928年（太正17年）
- 春、大河新次郎、紐育華撃団・星組への配属を命じられる[136]。
- 5月、大河新次郎、紐育に到着。リトルシップシアターの面々と出会う。翌日蘭丸率いる魔の殲滅に星組が出撃、戦闘中隊長のラチェットの霊力が尽きてしまう。新次郎が指揮を引き継ぎこれを殲滅。戦闘後新次郎は「隊長見習い」に、ラチェットは星組隊長及び紐育歌劇団を引退し、紐育華撃団副司令及び紐育歌劇団支配人に就任する。
- 6月、新次郎が紐育ハーレムの再開発騒動に巻き込まれ星組隊員のサジータ・ワインバーグと対立、裁判のすえ和解する。また、陰で暗躍していた黒龍姫らと戦いこれを破る
- 7月、リカリッタ・アリエスが紐育華撃団に入隊する。失敗を極度に恐れるあまり、ウォール街での最初の戦闘で髑髏坊を仕留められず新次郎に救われたことで一時的に離脱するが新次郎の説得で復帰、再度ウォール街を襲った髑髏坊を撃退する。
- 8月、大河新次郎、セントラルパークでダイアナ・カプリスと再会する。余命1年であることを知るが新次郎らの働きもありダイアナは生きる事に希望を見出す。その頃紐育で夢殿に操られた鳥に人が襲われる事件が発生、ダイアナの霊力で鳥たちを夢殿の操る蟲から解放する。その後ダイアナも加わった星組が夢殿を倒す。
- 9月、九条昴が他の星組隊員と対立、仲を取り持とうとした新次郎と決闘をする事になる。敗れた新次郎は昴の代役として女装し「プチミント」として舞台に立つ。
- 9月、紐育で女性の行方不明事件が起こり虹組のプラム・スパニエル、吉野杏里も巻き込まれる。調査に向かった星組は昴と新次郎の霊力で二人を解放、直後に事件の主犯である東日流火と交戦、戦いの中で隊員同士の蟠りもなくなり、協力してこれを倒して石化していた被害者たちを救出する
- 10月、新次郎、夜のウォール街で悪漢と戦う「仮面の剣士」と出会う。翌日サニーサイドらから五輪の戦士の事、その証である五輪のアザが星組隊員4人にある事、残り1人を探し出す必要がある事を知らされ、最後の一人は「仮面の剣士」ではないかと推測、その調査に乗り出す
  - 調査のさなか、ジェミニにも五輪のアザがある事、仮面の剣士がジェミニのもう一人の人格である姉「ジェミニン」であることが判明する。ブルックリンブリッジでジェミニンは新次郎と対峙するが、彼やジェミニの説得を受け復讐の想いを解く。ジェミニの加わった星組はタイムズスクエアを襲う蘭丸と交戦しこれを撃退する
- 12月、クリスマス公演「オーバー・ザ・レインボー・サンシャイン」が公演される。その夜、紐育に魔城「安土」が出現し、魔王信長が復活する。星組が安土に突入し信長、蘭丸と対峙、これを封印するために「五輪曼荼羅」を行うが失敗する。更に蘭丸の命を懸けた行動で新次郎が瀕死の重傷を負う。
  - 昏睡から覚めた大河新次郎は、五輪の戦士と五輪曼荼羅の真実を知り、正式に紐育華撃団・星組隊長に就任する。
  - リトルシップシアター前で悪念機の集団が襲来し星組と交戦。更に第六天が出現したため、それをによる魔界の出現を阻止するため星組がエイハブを安土に突入させ内部に侵入する。信長は第六天と融合し「第六天魔王信長」になるが、星組は誰も犠牲になることなく五輪曼荼羅を成功させこれを封印する事に成功する
- 12月31日、サニーサイド所有のクルーザーで船上パーティーが行われる

1929年（太正18年）
- ラチェット・アルタイルが伯林華撃団結成のためドイツへ[137]。
- 紐育で太陽神ツタンカーメンによる騒動が起きる
- 春、帝国歌劇団花組春公演「オルレアンの少女」が初演を迎える。公演の最中、自らを「ジャンヌ・ダルク」と名乗る女性が現れる。直後より帝都全体が巨大な霊力に覆われ、迷宮化してしまう。更に霊子水晶に異常が発生して光武が稼働不能に陥る。神崎重工より駆け付けた神崎すみれや元風組の三人娘、薔薇組も合流し、事件の調査に乗り出す[138]。
  - 深川、銀座、渋谷都調査を進める大神は渋谷でオルレアン軍総司令デユノアと戦い退けるも、ジャンヌと戦い敗れ、大神は重傷を負ってしまう。
  - 紐育でも同様の現象が起こり星組が調査に乗り出す。摩天楼タワーでオルレアン軍大隊長のラ・イールと対峙するが、デユノアが割って入る。ラ・イールを追い払ったデユノアは新次郎に「大神と協力して神の力を得ようとしてるジャンヌらを止め、彼女を救ってほしい」と告げる。その後屋上でジャンヌと対峙した新次郎が負傷する。エイハブが駆け付けた事でジャンヌらは撤退、乗船した星組は大神ら帝国華撃団の面々と合流する。
  - ジャンヌらがルーブル美術館に向かう事を知った大神らは巴里に向かうが、倫敦上空で降魔の集団に襲われ、エイハブは巴里北西に墜落する。エイハブ乗員の捜索に向かった巴里華撃団は大神を発見しシャノワールに帰還する。だが大神は単身でルーブル美術館に向かいエメラルド碑文を狙う錬金術師ジル・ド・レイと出会う。その後帝都、紐育の華撃団も合流し修復の終えたエイハブでジャンヌ一味の向かった南極に向かう
  - 南極点最下層でジャンヌは賢者の石を練成し神の力を得る。しかしエメラルド碑文のもう一つの暗号を解読して賢者の石の破壊方法を発見、「霊子結晶の指輪」と三都華撃団の力を集めて反撃を行い、賢者の石を破壊する。救出されたジャンヌは大神に諭され、デユノア、ラ・イール共々神の御許に召される。その後氷河に閉じ込められた大神はジルと遭遇し、一連の騒動の黒幕が彼である事を知りこれと対決し撃退。ジルはジャンヌにより、共に神の下に召される。大神らはエイハブに救助され帰還。

### 1930年代
1930年（太正19年）
- 神崎重工、次世代の霊子兵装として「試製桜武」「天神」を開発。しかし、適任の搭乗者を得られず両機とも封印される。
- 「降魔大戦」が勃発。当時7歳の天宮さくら、帝国華撃団・花組の活躍で降魔の襲撃から助けられる[139]。
- 「二都作戦」により、降魔大戦終結。この戦いにより、帝国華撃団、巴里華撃団、紐育華撃団が1名(神崎すみれ)を除き幻都に封印される[140]。

1931年（太正20年）
- 降魔大戦における華撃団の功績が認められ、世界各地で華撃団結成の声が高まる。
- 賢人機関が解体、華撃団を運営・統括する新たな国際組織としてWLOF（世界華撃団連盟）が創設。[141]
- WLOFにより、世界華撃団構想が発案。
- 伯林華撃団が結成。同時にWLOFに加盟した最初の華撃団となる。[137]

1932年（太正21年）
- アンシャール鋼が開発。

1934年（太正23年）
- イギリスのアヴァロン工廠がフランスのシャノワール工廠から技術提供を受け、霊子甲冑「ハリケーン」を開発。
- WLOFが次期霊子兵装として「霊子戦闘機」の基礎フレームワーク規格を策定・仕様提示。世界各国の華撃団が採用する。[141]
- ノイギーア社が霊子戦闘機の開発を始める。
- 倫敦華撃団が結成。[137]

1936年（太正25年）
- 第1回華撃団競技会（世界華撃団大戦）が開催。伯林華撃団が優勝。[141]
- ノイギーア社が世界で初めて量産型霊子戦闘機を正式配備。

1937年（太正26年）
- 上海空路総公司らが中心となり、上海華撃団が結成。[141]

1938年（太正27年）
- 第2回世界華撃団大戦開催。伯林華撃団が連覇。[141]
- 神崎すみれ、帝国華撃団再結成のため隊員スカウトを開始。[142]
- 夏頃、神崎すみれ、東京下町で東雲初穂と接触。帝国華撃団にスカウトする。二度目の接触時に残存降魔と遭遇、初穂はすみれと共にこれと戦う
- 神崎すみれ、ルクセンブルクに渡り重魔導の家系「スノーフレイク」家に接触。娘のクラリッサ(クラリス)を帝国華撃団にさそう。最初は断られるがルクセンブルク観光の中で降魔と戦い、兄エドワードの後押しもありクラリスは華撃団入隊を決意する

1939年（太正28年）
- 新生帝国華撃団が結成(初期隊員は東雲初穂、クラリスの2名)。[141]

時期不明
- 神山誠十郎、軍学校を卒業し、海軍少尉に任官。特務艦「摩利支天」艦長に就任[143]。
- 長野にある通称「忍者の里」を神崎すみれが訪れ、望月あざみをスカウトする。あざみは「伝説の忍び」との決着を済ませ、帝国華撃団花組に入隊する

### 1940年代
1940年（太正29年）
- 特務艦「摩利支天」、降魔に襲撃された民間客船の救援に向かうも撃沈。降魔は上海華撃団が撃退。
- 2～3月、天宮さくら、父鉄幹より剣の師匠村雨白秋から奥義を習得する事を条件に帝都行きを許される。さくらは白秋との修行を経て奥義を習得し、白秋より奥義名を「天剣桜吹雪」と命名される。さくらは上京し帝国華撃団に入隊する。
- 春、神山誠十郎、海軍より辞令を受け、帝国華撃団・花組隊長に就任。
- 春、花組公演「活劇桃太郎」上演
- 春、横須賀、ついで銀座に傀儡機兵や降魔が連続して出現。横須賀に向かった上海華撃団にかわり、帝国華撃団が出撃。苦戦しつつもこれを撃退する
- 欧州より名女優アナスタシア・パルマが来日し、帝国華撃団に入隊する。また司馬令士が技術長として大帝国劇場に配属
- 帝国華撃団の財政改善のため新公演を企画する事になり、クラリスが脚本を手掛けることになる。
- 歌舞伎座周辺に降魔朧と傀儡機兵らが出現、花組が出動してこれを撃退する
- 花組公演「ダナンの愛」上演。2週間の延長公演が決まる。
- 第3回世界華撃団大戦が開催[144]。開会式を上級降魔夜叉が襲撃し帝鍵を明け渡すよう迫る。
- 世界華撃団大戦1回戦が行われ帝国華撃団は上海華撃団と対戦、初勝利する。
- 帝国華撃団内にスパイ疑惑が起こり、あざみに嫌疑がかかる。直後上野公園に降魔朧と傀儡機兵が出現し花組が出動、これを撃退する。
  - 出動した花組の隙をついて上級降魔夜叉が帝劇を襲撃、舞い戻った天宮さくらと相対する。夜叉が真宮寺さくらの技を使ったことで天宮さくらは夜叉への疑惑を深めてしまう。
- 天宮さくら、神山誠十郎と共に一時帰省する。その後初穂との大げんかや神山からの言葉を受けて立ち直り世界華撃団大戦準決勝に参加、新たに「試製桜武」に乗り込み対戦相手の倫敦華撃団と戦い勝利する。
- 12月24日、帝国劇場前特設舞台にて特別公演「奇跡の鐘」が行われる。その夜、アナスタシア・パルマが天宮さくらの佩刀「天宮國定」と乗機を奪い出奔する。
- 12月25日、アナスタシアを追う神山らは夜叉と対峙する。重傷を負ったアナスタシアを救出するものの、天宮國定が夜叉が探し求めていた帝剣であり奪われてしまう。
  - 帝剣を得たプレジデントGが本性「幻庵葬徹」を現し、世界華撃団大戦決勝戦の会場をのっとり、帝剣を使って幻都を解放して降魔皇を復活させようとする。帝国華撃団は天宮さくらの父鉄幹から帝剣の真実と天宮家の女性の定めが知らされ、内務大臣より新たな帝剣制作を迫られるがそれを拒絶、幻都再封印のためミカサ公園に向かった花組は降魔朧と戦いこれを倒す。月組と合流した花組は出撃する空中戦艦ミカサに収容され、世界華撃団大戦会場に向かう。
  - 競技場に向かうミカサをWLOFの空中戦艦艦隊や降魔が襲撃、苦戦するも上海、倫敦両華撃団の救援もあり、突破に成功する。この際ミカサ艦橋内に幻庵が現れすみれに取引を持ち掛けるが、仲間たちなら自力で必ず帰って来ると信じるすみれはこれを一蹴する。会場に無事突入した花組は洗脳された伯林華撃団と交戦しこれを解放、夜叉との決戦で神山、天宮さくら以外は倒されてしまうが、死闘のすえ天宮さくらは夜叉を打ち倒す。
  - 直後異次元空間に巻き込まれた二人は降魔大戦時の天宮家にたどり着き、天宮さくらは母ひなたと再会する。また降魔に襲われる幼少時の自分自身を助ける。その後現代の世界への帰路降魔皇に天宮さくらが捕らわれそうになるが、真宮寺さくらの力[145]により助かる。その後倒れた他の花組隊員も復活。他の華撃団の力も得て、かつて降魔大戦では成功しなかった「北斗七星の陣」を展開させ、天宮さくらの「絶界」の力と合わせて幻庵葬徹の絶対防御を無効化、これを打ち倒す。幻庵を倒した事で幻都の再封印がなされ事態は収束する。
- 一連の騒動によりWLOF内部に降魔が潜んでいたことが判明、組織の再建が図られるがヴァレリー・カミンスキーが潜入する隙を与える。

1941年（太正30年）
- 莫斯科華撃団が爆発事故に巻き込まれ壊滅。（『新サクラ大戦 the Animation』）
- 神山誠十郎、WLOFからの「莫斯科華撃団の生存隊員保護」の極秘指令を受け、欧州へ赴任。天宮さくらが帝国華撃団隊長代理となる。[146]
- 旧莫斯科華撃団が保護していた降魔人間プロジェクトの成果物の一つ、クラーラが神山らによって保護される。後に帝都に来訪、帝国華撃団・花組の見習い隊員となる。
- 莫斯科華撃団が再結成され、ヴァレリー・カミンスキーが隊長に就任。後に反乱を起こすも失敗に終わる。

### 1980年代以降
以下は全て『サクラ革命』で語られる歴史だが、同作は「未来で起こり得た可能性の1つ」であり、シリーズの直接的な続編ではないとされている。 
1981年（太正70年）
- 魔が出現しなくなり、帝国華撃団が活動の主を帝国歌劇団へ移す。

1988年（太正77年）
- トップスタァとして活躍していた司令の青島きりんが引退。自身と共に帝劇の二枚看板として活躍した咲良なでしこに歌劇団を託す。

1990年（太正79年）
- 7月11日、夷守メイサが北海道で誕生。
- 12月22日、高千穂ゆうが宮城で誕生。

1991年（太正80年）
- 8月13日、観音寺のあが香川で誕生。
- 9月18日、長門なつみが山口で誕生。

1992年（太正81年）
- 1月30日、砂原ありのが鳥取で誕生。
- 2月7日、最明クルミが兵庫で誕生。
- 8月1日、大井川りほが静岡で誕生。
- 9月20日、不知火りんが熊本で誕生。
- 10月27日、美瑛ななこが北海道で誕生。
- 11月8日、佐那すだちが徳島で誕生。

1993年（太正82年）
- 4月2日、天神ひめかが福岡で誕生。
- 5月30日、八汐しろが栃木で誕生。
- 7月20日、土方べにしが京都で誕生。
- 12月10日、豊玉こがねが長崎で誕生。

1994年（太正83年）
- 1月18日、八森ふきが秋田で誕生。
- 3月23日、生駒やえが奈良で誕生。
- 6月13日、四万十ゆずらが高知で誕生。
- 8月11日、猿沖なおが島根で誕生。
- 8月20日、大隅まみやが鹿児島で誕生。
- 9月3日、鳥部きょうこが岡山で誕生。
- 9月30日、十字街まなが北海道で誕生。
- 10月20日、犬飼まとが岡山で誕生。
- 11月25日、宮園いろはが広島で誕生。
- 12月5日、水無瀬くりんが大阪で誕生。

1995年（太正84年）
- 2月3日、鷲羽もえみが岡山で誕生。
- 3月9日、伊万里くすのが佐賀で誕生。
- 3月16日、咲良しのが生まれる[148]。

- 人類学者・吉良時実が争いを繰り返す人類に失望し、争いという概念を持たなかった旧世人類「カンターポ」を降臨させようと上野で「放神の儀」を計画。カンターポの依代とする為に孫であるしのを誘拐。
- 咲良なでしこ、父・吉良時実が「放神の儀」に動いた事を知り、青島きりん、整備班長・丸、時田松林らの協力でしのを奪還し、「放神の儀」を阻止。しかし、しのは霊力の大半を奪われ、歌を歌えなくなる。
- 「放神の儀」の余波で「帝都大厄災」が発生。この時発生した霊子パルスにより、帝国全域の霊子水晶は全損、蒸気併用霊子機関は使用不可能となる。
- 咲良なでしこが単独で「帝国華撃団」を名乗り、政府に反乱を仕掛けるも鎮圧。帝国華撃団は政府により解体され、なでしこは指名手配される[149]。
- 4月8日、吉良時実、カンターポの依代にする為に、しののクローン人間として統星プラナを生み出す。
- 5月11日、九重めいが大分で誕生。
- 7月7日、淡路のぎくが兵庫で誕生。
- 7月14日、最上むつはが山形で誕生。
- 8月7日、青島ふうかが青ヶ島で誕生。
- 12月14日、神子浜あせびが青ヶ島で誕生。

1996年（太正85年）
- 4月19日、能島ゆめが愛媛で誕生。
- 6月3日、立山うちかが富山で誕生。
- 7月30日、高崎つつじが群馬で誕生。
- 10月12日、比叡しゃなが滋賀で誕生。

1997年（太正86年）
- 2月21日、道後みつが愛媛で誕生。
- 4月15日、仙頭しゅうこが高知で誕生。
- 5月4日、秋吉しずるが山口で誕生。
- 7月23日、霧ヶ岳あおが長野で誕生。
- 9月2日、星原そうかが鹿児島で誕生。
- 10月4日、墨之宮はつかが島根で誕生。

1998年（太正87年）
- 7月1日、玉野アンジェリカが長崎で誕生。

2001年（太正90年）
- 11月4日、那智みうめが和歌山で誕生。

時期不明（太正84年～100年の間）
- 吉良時実が首相に就任。彼のもと、帝国政府が蒸気併用霊子機関に代わる新たなエネルギー機関「ミライ機関」を開発。霊力を基礎にした新エネルギー「ミライ」により帝国は劇的に復興を遂げる。
- 新帝都タワー建設・稼働。同時に帝都では桜が咲かなくなり、空が雲で覆われる。
- 最明クルミと鵲裳シヅキが帝国歌劇団の青島きりんと咲良なでしこの舞台に憧れて歌劇団「B.L.A.C.K.」を結成。クルミとシヅキが二枚看板となり、規模を拡大する。
- 大帝国劇場に代わる新たな劇場「新帝國劇場」が落成。
- 吉良首相がB.L.A.C.K.に目を留め、帝国歌劇団を継承する新たな政府公認歌劇団「大帝國歌劇団B.L.A.C.K.」を設立。国民的な人気を博す。
- 統星プラナが吉良首相の推薦で大帝國歌劇団B.L.A.C.K.に入団。規格外のパフォーマンスを見せ、瞬く間にトップスタァとなる。
- 帝国であらゆる表現活動が禁止され、歌劇の披露も大帝國歌劇団B.L.A.C.K.にしか許されなくなる。
- 新たな魔の存在「降鬼（こうき）」が出現。大帝國歌劇団B.L.A.C.K.の華撃団化が行われ、霊子兵装として「霊子スーツ」が開発される。
- 神子浜あせびは家族と共に青ヶ島を出て、福岡に移住し、そこでB.L.A.C.K.のオーディションを受けるが落ちた。

2011年（太正100年）
- 『サクラ革命』本編の時代[150]。
- 大石義孝 / 大石由良が大帝國華撃団B.L.A.C.K.の司令として着任。初任務としてなでしこの捕縛を命じられるも、そこで「ミライの真実」及び「降鬼の正体」を知った事により粛清対象とされ、なでしこにより青ヶ島へ逃れる。
- 大石、青ヶ島で咲良しの、青島ふうか及び青島きりんと邂逅。
- 青ヶ島の戦闘で霊子兵装「霊子ドレス」が開発され、大石、しの、ふうかがなでしこの言伝を受け帝都に向かう。
- 「政府が隠蔽するミライの真実の公表、ミライの精製阻止」、「政府の傀儡である大帝國華撃団B.L.A.C.K.、降鬼の撃退」、「帝国奪還」という目標を掲げ、新たな帝国華撃団が結成される。
- 九州地方に上陸を果たし、そこであせびと再会し、まみや、ゆう、りん、めい、アンジェリカ、くすの、ひめかの7人は帝国華擊団、九州・花組を結成し、九州地方は解放されたがB.L.A.C.K.のオーディションを再び受けたあせびは見事に合格を果たし、しの達と別れた。
- 中国地方に渡り、そこで時田松林の弟子達であるありの、もえみ、いろは、なつみ、はつか、なお、きょうこ、まとの9人は帝国華擊団、中国・花組を結成し、中国地方は解放されるが師匠の松林は死去した。
- 四国地方へ向かい、そこで四国志を終わらせる為にみつ、すだち、ゆずら、のあの4人は帝国華擊団、四国・花組を結成し、四国地方は解放されると同時に四国は一つとなり独立を果たした。
- 近畿地方へ渡る途中で、B.L.A.C.K.の一員になったあせびと再会し、戦いを挑む事になるがべにし、しゃな、くりん、みうめ、やえ、のぎくの6人は帝国華擊団、近畿・花組を結成し、イコマ作戦を発動、その結果は近畿地方は解放された。
- 青島ふうかが星原そうかの霊子漏れと豊玉こがねの霊力媒介鉱石の論文、キミカゲの霊力ヒゲをヒントに霊力循環システム「BLUE-SKY」を開発。
- 帝都の「始まりの地」・上野にて帝国華撃団と帝国政府との決戦が開戦。吉良は再び「放神の儀」を行おうとするも、しのが歌を取り戻した事で阻止に成功し、帝国華撃団の勝利に終わる。同時に帝都で久々に青空が広がり、再び桜が咲き誇る。
- 帝国華撃団が日本奪還に成功した事で、表現活動の禁止が撤廃される。

2012年（太正101年）
- 新帝都タワー改良。霊力循環システム「BLUE-SKY」が導入。
- 帝国華撃団と旧帝国政府との決戦において、旧帝国政府に破壊された帝都は帝国華撃団と全国からの有志により劇的に復興を遂げる。
- 帝国華撃団と旧帝国政府との決戦で破壊された「新帝國劇場」は「新帝国劇場」として再建され、落成。咲良なでしこが劇場の支配人となる。
- 帝国歌劇団と大帝國歌劇団B.L.A.C.K.が統合され「新生・帝国歌劇団」となる。最明クルミが舞台演出、一目ミヤビが副司令に就任。
- 新帝国劇場落成記念公演が新生・帝国歌劇団最初の公演として行われる。